# Várzea Branca
Várzea Branca é um município brasileiro do estado do Piauí.

## Economia
O município tem sua economia voltada aos setores primário e terciário. O PIB, que atualmente gira em cerca de  17.890 mil reais é constituído por 543 mil reais de arrecadações em impostos sobre produtos líquidos, 1.940 mil reais do setor pecuário, 1.632 mil reais da indústria, e 13.775 mil reais de mão de obra e serviços.

## Geografia
Localiza-se a uma latitude 09º14'20" sul e a uma longitude 42º57'50" oeste, estando a uma altitude de 439 metros. Sua população estimada em 2004 era de 4 913 habitantes.
O município tem como limite os municípios de São Braz do Piauí e Bonfim do Piauí ao norte, Fartura do Piauí e o estado da Bahia ao sul, Bonfim do Piauí ao leste e, Anísio de Abreu e São Brás do Piauí a oeste.

### Sub-divisões Geográficas
- Mesorregião do Sudoeste Piauiense
- Microrregião de São Raimundo Nonato

### Sub-divisões de Desenvolvimento Sustentável
- Macrorregião dos Semiáridos Piauienses
- Território Integrado da Serra da Capivara
- Aglomerado 19[6]

## Aspectos Geológicos
No município há pelo menos dois domínios geológicos distintos, a saber:
- Coberturas Sedimentares
  - Depósitos Detrito-Lateríticos.
- Embasamento Cristalino
  - Granito;
  - Xisto;
  - Complexo Sobradinho-Remanso.

Os solos da região são rasos ou pouco espessos, jovens, às vezes pedregosos, ainda com influência do material subjacente. Dentre os solos regionais predominam latossolos álicos e distróficos de textura média a argilosa. Secundariamente, apresenta ainda, solos podzólicos vermelho-amarelos, textura média a argilosa, fase pedregosa e não pedregosa, com misturas e transições vegetais.

## Hidrografia
Localiza-se dentro da bacia do Parnaíba, a mais extensa entre as 25 bacias da Vertente Nordeste, ocupando uma área de cerca de 3,9% do território nacional, abrangendo os estados do Piauí, Maranhão e Ceará.
Mais precisamente, a região integra a bacia do Rio Piauí, afluente do Rio Parnaíba e principal recurso hídrico do município.
Uma alternativa ao abastecimento hídrico é a utilização de poços tubulares, que estão distribuídos como recursos públicos ao longo do espaço territorial do município. Atualmente existem cerca de 23 poços públicos no município.

## Aspectos Sociais
O panorama demográfico do município é bastante retraído, como mostra os dados da fundação CEPRO, o município apresenta um problema de êxodo bastante acentuado como pode ser visto nas estáticas dos anos 2000, 2007 e 2010.
1. 2000 - População: 5 203
2. 2007 - População: 5 178
3. 2010 - População: 4 913

A população urbana do município corresponde a 23,4% do total, em 2010.

### IDH
No censo 2010 o município obteve um Índice de Desenvolvimento Humano de 0,553, mesmo estando na faixa de baixo desenvolvimento, tal estatística já representa, em certa medida, um avanço se comparado aos anos anteriores. Em 1991 o índice era de 0,168 e em 2000 evoluiu para 0,318.
Segundo dados do Programa das Nações Unidas para o Desenvolvimento, entre os anos de 1991 e 2010 o município apresentou um taxa de crescimento de cerca de +229,17%. Contudo, houve um aumento na desigualdade social, o Índice de Gini, que em 1991 ficava em torno dos 0,41, hoje marca 0,57.
Veja como se constituí o IDH de Várzea Branca:
- Educação: 0,440
- Longevidade: 0,743
- Renda: 0,518

## Clima
O município pertence a mesorregião climática do sertão piauiense. Estando a uma altitude média de 439 metros acima do nível do mar, a região situa-se sobre as médias elevações geológicas pertencentes ao conjunto de serras fronteiriças que definem e separam os estados do Piauí e da Bahia, além de delimitar as grandes bacias hidrográficas dos rios Parnaíba e São Francisco.
Apresenta um clima semiárido tropical, com expectativa de umidade sub-úmida seca. A precipitação pluviométrica situa-se em torno dos 800mm que geralmente se distribuem ao longo dos meses de dezembro-janeiro-fevereiro-março, sendo esses os meses mais chuvosos no município.
As temperaturas máximas podem chegar até os 34 °C, enquanto que as mínimas alcançam os 20 °C, sendo setembro, outubro e novembro os meses mais quentes do município.